# Le Donjon de Naheulbeuk : À l'aventure, compagnons
Le Donjon de Naheulbeuk : À l'aventure, compagnons est un roman écrit par John Lang (alias Pen Of Chaos). Il correspond aux deux premières saisons de la saga MP3 du Donjon de Naheulbeuk (plus une brève partie se déroulant avant). 
Il est paru en juin 2013, soit après les romans des saisons trois, quatre et cinq.

## Éditions
- Éditions Octobre, juin 2013  (ISBN 978-2-915-62142-6)
- Éditions J'ai lu, novembre 2014  (ISBN 978-2-290-08097-9)
- Éditions France Loisirs, octobre 2014

## Récompenses
- Prix Merlin 2014, catégorie roman

## Résumé
L'histoire du roman se concentre sur les deux premières saisons de la saga, auxquelles elle ajoute un court préquel s’étendant sur tout le premier chapitre.
Gontran Théogal, mage de douzième niveau, cherche désespérément à réunir une équipe d'aventuriers afin de récupérer une statuette dans le Donjon de Naheulbeuk. En effet, une fois les douze statuettes de Gladeulfeurha réunies, et moyennant un rituel approprié, la prophétie de la porte de Zaral Bak pourra s'accomplir et Gontran accédera enfin au "pouvoir suprême".
Dans la grande ville de Glargh, le sorcier a déjà recruté facilement une magicienne débutante et un ogre féroce. Malheureusement, ayant voulu se rapprocher du Donjon, il s'est retrouvé dans une auberge de campagne, attirant plus de paysans que d'aventuriers. Sa chance tourne quand un jeune barbare en quête d'aventure entre dans l'établissement. Malgré quelques errements, se succéderont alors un jeune voleur en apprentissage, une elfe ingénue tout juste sortie de sa forêt, un nain en quête de pièces d'or et un ranger se rêvant en héros...
Ils ne se connaissant pas encore, mais tous devront se retrouver au premier jour de la décade des moissons tardives, devant la porte du Donjon de Naheulbeuk, pour affronter ensemble les nombreux dangers qui s’offriront à eux,...